# Пальярис, Розимар
Розима́р Кристиа́н Палья́рис (порт.-браз. Rousimar Christian Palhares; род. 20 февраля 1980, Дорис-ду-Индая) — бразильский боец смешанного стиля, представитель средней и полусредней весовых категорий. Выступает на профессиональном уровне начиная с 2004 года, известен по участию в турнирах таких бойцовских организаций как UFC, WSOF, Fight Nights и др. Владел титулом чемпиона WSOF в полусреднем весе.

## Биография
Розимар Пальярис родился 20 февраля 1980 года в муниципалитете Дорис-ду-Индая штата Минас-Жерайс. Рос в бедной крестьянской семье, с семи лет ради пропитания вынужден был работать на полях. Ещё подростком уехал из дома в город, где первое время жил в палатке под мостом. В возрасте пятнадцати лет начал серьёзно заниматься бразильским джиу-джитсу, в конечном счёте удостоился чёрного пояса в этой дисциплине, получив его из рук Мурилу Бустаманте. Эксперты в области единоборств называли Пальяриса в числе наиболее одарённых грэпплеров современности.

### Начало профессиональной карьеры
Дебютировал в смешанных единоборствах на профессиональном уровне в мае 2004 года, но свой первый бой проиграл по очкам решением судей. С переменным успехом дрался в различных небольших промоушенах Бразилии, в частности в 2007 году одержал победу в гран-при организации Fury FC в средней весовой категории.

### Ultimate Fighting Championship
Имея в послужном списке семь побед и только два поражения, Пальярис привлёк к себе внимание крупнейшей бойцовской организации мира Ultimate Fighting Championship и в мае 2008 года одержал первую победу в октагоне, получив при этом бонус за лучший приём вечера. В следующем поединке, однако, встретился с бывшим чемпионом Pride Дэном Хендерсоном и по итогам трёх раундов проиграл ему единогласным судейским решением.
В 2009 году одержал в UFC две победы, 2010 год так же начал с победы, но затем техническим нокаутом проиграл Нейту Марквардту. Позже добавил в послужной список победы над такими бойцами как Дэвид Бранч, Дэн Миллер, Майк Массенцио, при всём при том в 2012 году уступил Алану Белчеру и Эктору Ломбарду. В поединке с поляком Томашом Дрвалем Пальярису ставилось в вину нежелание выпускать из болевого приёма явно сдающегося соперника — за это его наказали отстранением от участия в соревнованиях на 90 дней. Другой скандал с его участием произошёл после боя с Ломбардом, когда в результате проведённого допинг-теста у него установили существенно превышенный уровень тестостерона — последовала дисквалификация сроком на 9 месяцев.
Последний раз дрался в клетке UFC в октябре 2013 года, в полусреднем весе выиграл скручиванием пятки у Майка Пирса — при этом бразилец продолжил проводить болевой приём даже после сдачи противника (сигнализируя о сдаче, Пирс постучал восемь раз) и вмешательства рефери. Вскоре в связи с произошедшим президент организации Дэйна Уайт сообщил об увольнении Розимара Пильяриса, припоминая ему предыдущие скандалы 2010 и 2012 годов.

### World Series of Fighting
Покинув UFC, Пальярис присоединился к другой крупной американской организации World Series of Fighting, при этом президент промоушена Рэй Сефо сразу же предупредил его о недопустимости нарушения правил. В первом же бою в марте 2014 года бразилец удостоился права оспорить чемпионский титул в полусредней весовой категории и своим коронным скручиванием пятки в первом же раунде заставил сдаться действующего чемпиона Стива Карла. В декабре он провёл успешную защиту полученного титула против Джона Фитча, выведя того на рычаг колена (при этом вновь вызвал вопросы избыточной продолжительностью проведённого приёма).
В августе 2015 года в Лас-Вегасе Пальярис проводил вторую защиту своего титула, выйдя в клетку против Джейка Шилдса. В первой половине поединка Шилдс выглядел предпочтительнее, но во втором раунде после пропущенного тейкдауна и полученного в партере урона стал заметно проседать. В третьем раунде Пальярис поймал его на «кимуру» — в очередной раз продолжил проводить приём дольше положенного, несмотря на сигналы о сдаче и вмешательство рефери. На следующий день во время общения с прессой бразилец настаивал на своей невиновности, тем не менее, Атлетическая комиссия Невады приняла решение наказать его отстранением от соревнований сроком на два года. Вице-президент WSOF Али-Абдель Азиз сказал в интервью, что «у Пальяриса проблемы с головой, и нельзя допускать его к боям, пока он с ними не разберётся».

### Другие организации
Не имея возможности выступать в США, Розимар Пальярис начал сотрудничать с европейскими организациями, в частности провёл бои в Италии и Польше. В 2017 году подписал контракт с крупным российским промоушеном Fight Nights и дебютировал здесь с победы над титулованным российским самбистом Алексеем Ивановым. Дрался в Дагестане с местным бойцом Шамилем Амировым, их противостояние закончилось спорным раздельным решением, в результате которого победителем был назван Амиров. Позже Союз ММА России пересмотрел результат этого поединка, изменив его на ничью.

## Статистика в профессиональном ММА
| Боёв 30  | Побед 19 | Поражений 10 |
| -------- | -------- | ------------ |
| Нокаутом | 0        | 7            |
| Сдачей   | 16       | 0            |
| Решением | 3        | 3            |
| Ничьи    | 1        | 1            |

| Результат | Рекорд  | Соперник            | Способ                             | Турнир                                  | Дата             | Раунд | Время | Место                    | Примечание                                                                                            |
| --------- | ------- | ------------------- | ---------------------------------- | --------------------------------------- | ---------------- | ----- | ----- | ------------------------ | --- |
| Поражение | 19-10-1 | Георгий Кичигин     | KO (удары руками)                  | Russian Cagefighting Championship 5     | 15 декабря 2018  | 1     | 3:53  | Екатеринбург, Россия     | |
| Поражение | 19-9-1  | Алиасхаб Хизриев    | KO (удары руками)                  | Fight Nights Global 85                  | 30 марта 2018    | 1     | 0:58  | Москва, Россия           | Должен был драться за титул временного чемпиона FNG в полусреднем весе, но не смог сделать вес.       |
| Ничья     | 19-8-1  | Шамиль Амиров       | Ничья                              | Fight Nights Global 73                  | 5 сентября 2017  | 3     | 5:00  | Каспийск, Россия         | Судьи раздельным решением отдали победу Амирову, но позже Союз ММА России изменил результат на ничью. |
| Победа    | 19-8    | Алексей Иванов      | Сдача (скручивание пятки)          | Fight Nights Global 70                  | 7 июля 2017      | 1     | 0:37  | Улан-Удэ, Россия         | |
| Поражение | 18-8    | Михал Матерла       | KO (удары руками)                  | KSW 36                                  | 1 октября 2016   | 2     | 1:27  | Зелёна-Гура, Польша      | |
| Поражение | 18-7    | Эмиль Вебер Меэк    | KO (удары руками)                  | Venator FC 3                            | 21 мая 2016      | 1     | 0:45  | Милан, Италия            | Бой за титул чемпиона Venator в полусреднем весе.                                                     |
| Победа    | 18-6    | Джейк Шилдс         | Сдача (кимура)                     | WSOF 22                                 | 1 августа 2015   | 3     | 2:02  | Лас-Вегас, США           | Защитил титул чемпиона WSOF в полусреднем весе.                                                       |
| Победа    | 17-6    | Джон Фитч           | Сдача (рычаг колена)               | WSOF 16                                 | 13 декабря 2014  | 1     | 1:30  | Сакраменто, США          | Защитил титул чемпиона WSOF в полусреднем весе.                                                       |
| Победа    | 16-6    | Стив Карл           | Сдача (обратное скручивание пятки) | WSOF 9                                  | 29 марта 2014    | 1     | 1:09  | Лас-Вегас, США           | Выиграл титул чемпиона WSOF в полусреднем весе.                                                       |
| Победа    | 15-6    | Майк Пирс           | Сдача (скручивание пятки)          | UFC Fight Night: Maia vs. Shields       | 9 октября 2013   | 1     | 0:31  | Баруэри, Бразилия        | Дебют в полусреднем весе.                                                                             |
| Поражение | 14-6    | Эктор Ломбард       | KO (удары руками)                  | UFC on FX: Sotiropoulos vs. Pearson     | 15 декабря 2012  | 1     | 3:38  | Голд-Кост, Австралия     | |
| Поражение | 14-5    | Алан Белчер         | TKO (удары руками)                 | UFC on Fox: Diaz vs. Miller             | 5 мая 2012       | 1     | 4:18  | Ист-Ратерфорд, США       | |
| Победа    | 14-4    | Майк Массенцио      | Сдача (скручивание пятки)          | UFC 142                                 | 14 января 2012   | 1     | 1:03  | Рио-де-Жанейро, Бразилия | Лучший приём вечера.                                                                                  |
| Победа    | 13-4    | Дэн Миллер          | Единогласное решение               | UFC 134                                 | 27 августа 2011  | 3     | 5:00  | Рио-де-Жанейро, Бразилия | |
| Победа    | 12-4    | Дэвид Бранч         | Сдача (рычаг колена)               | UFC Live: Sanchez vs. Kampmann          | 3 марта 2011     | 2     | 1:44  | Луисвилл, США            | |
| Поражение | 11-4    | Нейт Марквардт      | TKO (удары руками)                 | UFC Fight Night: Marquardt vs. Palhares | 15 сентября 2010 | 1     | 3:28  | Остин, США               | |
| Победа    | 11-3    | Томаш Дрваль        | Сдача (скручивание пятки)          | UFC 111                                 | 27 марта 2010    | 1     | 0:45  | Ньюарк, США              | |
| Победа    | 10-3    | Лусио Линарес       | Сдача (скручивание пятки)          | UFC 107                                 | 12 декабря 2009  | 2     | 3:21  | Мемфис, США              | |
| Победа    | 9-3     | Джереми Хорн        | Единогласное решение               | UFC 93                                  | 17 января 2009   | 3     | 5:00  | Дублин, Ирландия         | |
| Поражение | 8-3     | Дэн Хендерсон       | Единогласное решение               | UFC 88                                  | 6 сентября 2008  | 3     | 5:00  | Атланта, США             | |
| Победа    | 8-2     | Айвен Салаверри     | Сдача (рычаг локтя)                | UFC 84                                  | 24 мая 2008      | 1     | 2:36  | Парадайс, США            | Лучший приём вечера.                                                                                  |
| Победа    | 7-2     | Даниел Акасиу       | Сдача (скручивание пятки)          | Fury FC 5: Final Conflict               | 6 декабря 2007   | 1     | 1:22  | Сан-Паулу, Бразилия      | Выиграл гран-при Fury FC в среднем весе.                                                              |
| Победа    | 6-2     | Фабиу Насименту     | Сдача (скручивание пятки)          | Fury FC 5: Final Conflict               | 6 декабря 2007   | 1     | 2:45  | Сан-Паулу, Бразилия      | Полуфинал гран-при Fury FC в среднем весе.                                                            |
| Победа    | 5-2     | Флавиу Луис Моура   | Сдача (обратное скручивание пятки) | Fury FC 4: High Voltage                 | 4 августа 2007   | 1     | 1:21  | Терезополис, Бразилия    | |
| Победа    | 4-2     | Элиу Дипп           | Сдача (удушение сзади)             | Floripa Fight 3                         | 10 марта 2007    | 1     | 1:40  | Флорианополис, Бразилия  | |
| Победа    | 3-2     | Клаудиу Маттус      | Сдача (скручивание пятки)          | Storm Samurai 12                        | 25 ноября 2006   | 1     | 4:58  | Куритиба, Бразилия       | |
| Поражение | 2-2     | Артур Сезар Жасинту | Решение большинства                | Rio MMA Challenger 2                    | 21 июня 2006     | 3     | 5:00  | Рио-де-Жанейро, Бразилия | |
| Победа    | 2-1     | Ренан Мораес        | Сдача (рычаг локтя)                | Gold Fighters Championship 1            | 20 мая 2006      | 1     | N/A   | Рио-де-Жанейро, Бразилия | |
| Победа    | 1-1     | Бруну Бастус        | Раздельное решение                 | Floripa Fight 2                         | 29 апреля 2006   | 3     | 5:00  | Флорианополис, Бразилия  | |
| Поражение | 0-1     | Леандру Силва       | Единогласное решение               | Banni Fight Combat 2                    | 10 мая 2004      | 3     | 5:00  | Бразилиа, Бразилия       | |